# Javianne Oliver
Javianne Oliver (ur. 26 grudnia 1994 w Monroe) – amerykańska lekkoatletka specjalizująca się w biegach sprinterskich.
Bez awansu do finału startowała w biegu na 60 metrów podczas halowych mistrzostw świata w Birmingham (2018). W 2021 weszła w skład amerykańskiej sztafety 4 × 100 metrów, która zdobyła złoto igrzysk olimpijskich w Tokio.
Stawała na najwyższym stopniu podium mistrzostw Stanów Zjednoczonych. 
Studiowała na Uniwersytecie Kentucky. Medalistka akademickich mistrzostw NCAA.

## Osiągnięcia
| Rok  | Impreza                   | Miejsce    | Konkurencja             | Pozycja    | Wynik |
| ---- | ------------------------- | ---------- | ----------------------- | ---------- | ----- |
| 2018 | Halowe mistrzostwa świata | Birmingham | bieg na 60 metrów       | półfinał   | 7,10  |
| 2021 | Igrzyska olimpijskie      | Tokio      | bieg na 100 metrów      | półfinał   | 11,08 |
| 2021 | Igrzyska olimpijskie      | Tokio      | sztafeta 4 × 100 metrów | 2. miejsce | 41,45 |

## Rekordy życiowe
- bieg na 60 metrów (hala) – 7,02 (18 lutego 2018, Albuquerque)
- bieg na 100 metrów – 10,96 (18 czerwca 2021 i 21 sierpnia 2021, Eugene) / 10,83w (19 czerwca 2021, Eugene)